# Dharmananda Damodar Kosambi
Dharmananda Kosambi, född 1876, död 1947, vetenskapsman inom orientalistiken, lärare vid Harvard University och Leningraduniversitetet. Buddhist och medarbetare till Mahatma Gandhi.